# Кисляков, Василий Павлович
Василий Павлович Кисляков (20 февраля 1916 — 29 ноября 1990) — советский военнослужащий военно-морского флота. Участник Великой Отечественной войны, Герой Советского Союза (1941). Первый Герой Советского Союза на Северном флоте. Капитан морской пехоты.

## Биография
Василий Павлович Кисляков родился 20 февраля (7 февраля — по старому стилю) 1916 года в селе Среднее Бугаево Печорского уезда Архангельской губернии Российской империи (ныне село Усть-Цилемского района Республики Коми Российской Федерации) в крестьянской семье Павла Тимофеевича и Дарьи Матвеевны Кисляковых. Русский. Получив четырёхлетнее начальное образование, Василий Кисляков работал в крестьянском хозяйстве отца. В 1930 году семья Кисляковых вступила в колхоз. В 1932 году Василий Павлович устроился на работу в Печорское речное пароходство. Сначала ходил помощником маслёнщика на пароходе «Активист», затем кочегаром на пассажирском пароходе «Сталинец».
В ряды Рабоче-крестьянской Красной Армии В. П. Кисляков был призван в 1937 году. Служил в Полярном в береговой охране. Перед войной старший сержант В. П. Кисляков занимал должность командира взвода отдельной дегазационной роты Мурманского укреплённого района ВМС Северного флота. С началом Великой Отечественной войны из военнослужащих Северного флота был сформирован Первый добровольческий отряд моряков, в составе которого помощник командира взвода и командир отделения старший сержант В. П. Кисляков участвовал в десантной операции в губе Большая Западная Лица. В период с 14 по 18 июля 1941 года в устье реки Западная Лица отряд вёл бои с превосходящими силами противника. Отделение Кислякова занимало оборону на одной из безымянных высот. В одном из боёв, когда почти закончились боеприпасы, старший сержант В. П. Кисляков приказал своим бойцам отходить, а сам в течение часа в одиночку удерживал занимаемые позиции до подхода подкрепления, уничтожив за время боя до 100 вражеских солдат.
Указом Президиума Верховного Совета СССР от 13 августа 1941 года старшему сержанту Кислякову Василию Павловичу было присвоено звание Героя Советского Союза с вручением ордена Ленина и медали «Золотая Звезда» за номером 532.
6 ноября 1941 года в бою за господствующую высоту 314,9, расположенную рядом с дорогой Мурманск-Титовка, Василий Павлович был ранен и эвакуирован в военно-морской госпиталь в Мурманске. После выздоровления его направили на офицерские курсы при штабе береговой обороны. После их окончания в звании младшего лейтенанта В. П. Кисляков был направлен в расположение 12-й бригады морской пехоты и был назначен на должность помощника начальника штаба 5-го батальона по разведке. Весной 1942 года Василий Павлович участвовал в высадке десанта на южный берег Мотовского залива и в боях на полуострове Средний. Неоднократно водил разведгруппы в глубокий тыл противника, совершал налёты на опорные пункты немцев на побережье Баренцева моря.
В январе 1943 года В. П. Кислякова направили в Архангельск на курсы переподготовки офицерского состава. После обучения он вернулся в свою бригаду и был назначен командиром роты автоматчиков. До октября 1944 года бригада вела позиционные бои на полуострове Средний. 7 октября 1944 года войска Карельского фронта в Заполярье перешли в наступление. В ходе Петсамо-Киркенесской операции 10 октября 1944 года 12-я бригада морской пехоты прорвала оборону противника на перешейке полуострова Средний. В этом бою старший лейтенант Кисляков первым проник во фланг немецкого оборонительного пункта, пробрался на минимальное расстояние и забросал немецкую траншею гранатами, затем ворвался в неё и добил уцелевших противников автоматным огнём. Своими действиями обеспечил успех атаки. А всего за сутки штурма его рота захватила 4 немецких дота, выдолбленных в скалах. В дальнейшем бригада участвовала в десанте на мысе Крестовый, в штурме Петсамо (ныне город Печенга Мурманской области), после чего форсированным маршем преодолела хребет Муста-Тунтури и вступила на территорию Норвегии. К 15 ноября 1944 года война на Карельском фронте была закончена.
В феврале 1945 года В. П. Кисляков был переведён в 143-й отдельный батальон морской пехоты Черноморского флота, действовавший в составе Дунайской военной флотилии. В должности командира роты автоматчиков, Василий Павлович участвовал в Венской наступательной операции. В последнем бою Великой Отечественной войны во время освобождения столицы Австрии города Вены в составе батальона В. П. Кисляков участвовал в захвате моста через Дунай, что спасло шедевр мировой архитектуры от разрушения. Война для Василия Павловича закончилась 9 мая 1945 года в Вене.
После войны Василий Павлович продолжил службу в армии. С 1946 по 1948 года служил в Москве, затем семь лет был командиром роты в составе контингента советских войск в Финляндии. После вывода советских войск из Финляндии в 1955 году капитан В. П. Кисляков был уволен в запас. Жил в Москве. До выхода на пенсию работал на заводах «Главметрострой», «Красный богатырь» и «Каучук». 29 ноября 1990 года Василий Павлович скончался. Похоронен на Троекуровском кладбище в Москве.

## Награды
- Медаль «Золотая Звезда» (13.08.1941)[5]
- орден Ленина (13.08.1941);
- орден Отечественной войны 1-й степени (08.12.1944; 06.04.1985).
- Медали, в том числе:
- медаль «За боевые заслуги»;
- медаль «За победу над Германией в Великой Отечественной войне 1941—1945 гг.».

## Память
- В Центральном военно-морском музее находящемся в городе Санкт-Петербург, подвигу первого Героя Советского Союза на Северном флоте отведён стенд.
- В Республике Коми на здании сельсовета Бугаевского сельского поселения открыта мемориальная доска с барельефом Василия Кислякова[6].
- На берегу реки Большая Западная Лица, у дороги, ведущей на губу Андреева, в 2008 году открыт каменный обелиск в память о Герое[7].
- Именем Героя Советского Союза В. П. Кислякова названо ГОУ Средняя общеобразовательная школа «Школа здоровья» N 668 в городе Москве.[8]
- Имя Героя Советского Союза В. П. Кислякова присвоено школе № 1631 Дмитровского района Северного административного округа города Москвы.[9]
- Имя Героя Советского Союза В. П. Кислякова носит центральная улица села Среднее Бугаево Усть-Цилемского района Республики Коми.
- Имя Героя Советского Союза В. П. Кислякова названа МБОУ «Бугаевская общеобразовательная школа» в селе Среднее Бугаево Усть-Цилемского района Республики Коми.